# Ley de reformas al Código Sustantivo del Trabajo de Colombia
- Se da  contexto de entrada la apertura económica y modernización productiva  Colombia.
- Su principal propósito fue liberar las rigideces de las relaciones laborales con el fin de mejorar las condiciones de las empresas colombianas en el nuevo modelo económico de globalización.
- Se crea la figura de los fondos de cesantías para administrar las cesantías de los empleados y con el fin de fomentar la demanda de papeles  el mercado de valores, dinamizando el sector financiero. Estas son vigiladas por la Superintendencia Financiera de Colombia.
- Se introducen reformas al Código Sustantivo del Trabajo tales como:
  - Implementación de los contratos a término fijo, el empleo temporal y diversas modalidades de subcontratación,  detrimento de los trabajadores.
  - Establecimiento del salario integral para los salarios superiores a 10 salarios mínimos legales vigentes.
  - Cambio  el régimen de cesantías:
    - Estas entran a ser administradas por los Fondos de Cesantías.
    - Da terminación a la retroactividad de las cesantías para los contratos de trabajo celebrados posteriormente a la expedición de la Ley.

## El Código Sustantivo de Trabajo
Es un conjunto de procedimientos legales que reglamentan las relaciones individuales que surgen entre el trabajador y el empleador, buscando un equilibrio entre las dos partes.
Establece las formas de contratación, el concepto de salario y sus modalidades, los derechos y deberes de los trabajadores y de los empleadores, las prestaciones sociales, la libertad de asociación .

## Fondos de Cesantías  Colombia
El Ministerio de Protección Social colombiano reconoce 7 fondos de cesantías  Colombia:
- Fondo Nacional del Ahorro - FNA
- Protección S.A.
- Porvenir
- Colfondos
- BBVA Horizonte
- Skandia
- ING Pensiones y Cesantías

22522